# Nina Widerberg
Kristin Anna Nina Widerberg, född Kristin Anna Widerberg 4 mars 1960 i Malmö, är en svensk tidigare barnskådespelare. 
Hon är dotter till regissören Bo Widerberg och Vanja Widerberg. Hon är syster till Matilda Jolin Widerberg, Johan Widerberg och Martin Widerberg. Hon är gift med filmkritikern Mårten Blomkvist.

## Filmografi
- 1963 – Barnvagnen
- 1963 – Kvarteret Korpen
- 1965 – Kärlek 65
- 1967 – Elvira Madigan
- 1976 – Mannen på taket
- 1979 – Victoria

### Fotnoter
1. ↑  ”Nina Widerberg”. Svensk Filmdatabas. http://sfi.se/sv/svensk-filmdatabas/Item/?type=PERSON&itemid=66730&iv=BIOGRAPHY. Läst 2 augusti 2012.
2. ↑  ”Mårten Blomkvist - Norstedts bokförlag”. www.norstedts.se. https://www.norstedts.se/118957-marten-blomkvist. Läst 15 december 2023.